# Olexandr Sadovyy
Olexandr Sadovyy (Žovti Vody, 23 marzo 1986) è un pallanuotista ucraino naturalizzato italiano, centroboa della chiavari nuoto.
Inizia la carriera nelle giovanili della Pro Recco . Dopo aver ottenuto la cittadinanza italiana , nel 2005  è convocato per i mondiali in Argentina con la nazionale Juniores . Nel 2019 ha militato in campionati estivi nel Botafogo in Brasile e nei New York Athletic Club negli Usa, dove aveva  giocato e vinto 6 scudetti .

## Palmarès

### Trofei nazionali
- Campionato italiano: 2

Pro Recco: 2005-06, 2006-07
- Coppe Italia: 2

Pro Recco: 2005-06, 2006-07
- LEN Champions League: 1

Pro Recco: 2006-07
- Supercoppa LEN: 1

Pro Recco: 2007
- Coppa COMEN: 1

Sori: 2007-08